# MQ-9 Reaper
MQ-9 Reaper (także Predator B) – amerykański bezzałogowy bojowy aparat latający (UCAV - unmanned combat aerial vehicle) produkowany przez firmę General Atomics Aeronautical Systems i używany głównie przez Siły Powietrzne Stanów Zjednoczonych oraz RAF. MQ-9 jest pierwszym „myśliwym - zabójcą” (ang. hunter - killer).
MQ-9 jest większym i lepiej wyposażonym samolotem niż wcześniejszy MQ-1 Predator. Może używać systemów naziemnych MQ-1. Ma turbośmigłowy silnik o mocy 950 KM, zdecydowanie mocniejszy od tłokowego silnika Predatora, który miał moc 119 KM. Zwiększenie ilości zabieranego paliwa i mocy silnika pozwala MQ-9 przelecieć kilkukrotnie większą odległość i rozwijać ponad dwa razy większą prędkość od MQ-1.

## Historia
Dobre doświadczenia w eksploatacji rozpoznawczego MQ-1 Predator skłoniły producenta do opracowania wersji charakteryzującej się lepszymi osiągami. Prace zainicjowano w 1998 roku początkowo tylko z inicjatywy producenta i tylko za jego pieniądze. W rozwój aparatu zaangażowała się NASA, która zainteresowana była pozyskaniem bezzałogowego samolotu do badań atmosferycznych. Bazując na konstrukcji Predatora General Atomics opracował wersję oznaczoną jako Predator B. Zbudowano trzy samoloty przedprototypowe:
- Predator B-001 ze skrzydłami o rozpiętości 20 metrów, silnikiem turbośmigłowym Garret TPE-331-10T o mocy 712 kW, dzięki temu udźwig wzrósł do 340 kg, pułap do 14 600 m a długotrwałość lotu do 30 h, prędkość maksymalna 390 km/h.
- Predator B-002 z dwuprzepływowym silnikiem turboodrzutowym Williams FJ44-2A o ciągu 10,2 kN. Aparat miał udźwig 215 kg, osiągał pułap 18 000 m i prędkość 500 km/h przy długotrwałości lotu wynoszącej 12 h.
- Predator B-003 nazwany przez producenta General Atomics Altair, posiadał silnik turbośmigłowy Garret TPE-331-10T o mocy 712 kW (identyczny jak w wersji 001), rozpiętość 25,6 m. Wersja ta miała najlepsze osiągi: udźwig 1360 kg, pułap 15 750 m, prędkość 440 km/h i zdolność pozostawania w powietrzu przez 36 godzin.

Pierwsza wersja nowej maszyny (001) po raz pierwszy wzniosła się w powietrze 2 lutego 2001 roku. Aparat napędzany silnikiem turbośmigłowym osiągnął pułap 13 700 m przy prędkości przelotowej 270 – 300 km/h. Drugi z prototypów, napędzany małogabarytowym silnikiem turboodrzutowym, w trakcie lotów próbnych osiągnął pułap 15 000 m przy prędkości maksymalnej 450 km/h i długotrwałości lotu około 18 godzin. Ostatnia wartość była poniżej oczekiwań i zrezygnowano z napędu odrzutowego na korzyść jednostki turbośmigłowej. Trzecią wersją maszyny (ale o rozpiętości zmniejszonej do 20 m) zainteresowanie wyraziło US Air Force, w którym pojawiała się koncepcja nowego wykorzystania bezzałogowych samolotów rozpoznawczych, które obok tradycyjnych zadań rozpoznania, wykrywania i śledzenia, wykonywały by również zadania bojowe polegające na samodzielnym niszczeniu wykrytych celów, ukoronowaniem tej koncepcji nazwanej Hunter/Killer mógł być uzbrojony Predator. W czerwcu 2003 roku Dowództwo Lotnictwa Bojowego (Air Combat Command) zatwierdziło realizowanie powyższej idei co umożliwiło prowadzenie dalszych prób i testów. W grudniu 2002 roku siły powietrzne zamówiły dwa samoloty przedseryjne, nadając im oznaczenie YMQ-9A. W październiku 2003 roku oblatano pierwszy z nich a w listopadzie tego samego roku siły powietrzne zawarły z firmą General Atomics kontrakt na przeprowadzenie fazy demonstracyjnej nowej maszyny oznaczonej jako MQ-9A, która rozpoczęła się w 2005 roku, rok później US Air Force zamówiło kolejne samoloty, których nazwę zmieniono z Predator B na Reaper (żniwiarz). Pod koniec 2006 roku Reaper dokonał pierwszego zrzutu uzbrojenia, zakończonego sukcesem. Na początku 2009 roku US Air Force dysponował 28 bezzałogowymi samolotami MQ-9 Reaper.

## MQ-9B SkyGuardian
Prace nad wersją oznaczoną jako MQ-9B rozpoczęto w 2014 roku. Początkowo nowy projekt finansowany był ze środków własnych wytwórni, której celem było zbudowanie wersji przeznaczonej przede wszystkim na rynek europejski. Krajów poszukujących maszyny klasy MALE (Medium Altitude Long Endurance), operującej na średnich wysokościach, z dużą długotrwałością lotu a przede wszystkim zdolnej do wykonywania misji, w charakterystycznej dla Europy, kontrolowanej przestrzeni powietrznej. Tym samym nowy płatowiec powstał pod kątem spełnienia wymagań dotyczących zdatności do lotu systemów bezzałogowych statków powietrznych w kontrolowanej przestrzeni powietrznej (norma STANAG 4671). Aby sprostać nowym wymaganiom, General Atomics Aeronautical Systems podjął współpracę z agencjami regulującymi ruch w cywilnej przestrzeni powietrznej, amerykańskiej Federal Aviation Administration i brytyjskiej Civil Aviation Authority. 
Na wyposażeniu samolotu znalazł się system wykrywania niebezpieczeństwa i unikania kolizji (Detect and Avoid System). W jego skład wchodzi radarowy system unikania kolizji (Due Regard Radar/DRR) i system zapobiegający zderzeniom statków powietrznych TCAS II. Krawędź natarcia płatów, wlot powietrza do silnika i rurka Pitota wyposażona została w system przeciwoblodzeniowy. Zwiększono rozpiętość skrzydeł do 24 metrów oraz zainstalowano na nich winglety. Zwiększono zapas paliwa przenoszonego na pokładzie, długotrwałość lotu osiągnęła poziom rzędu 40 godzin w powietrzu. Tym niemniej maksymalny czas przebywania w powietrzu uzależniony jest od charakteru wykonywanej misji. Maszyna jest w stanie samodzielnie przeprowadzić procedurę startu i lądowania. Zwiększono masę przenoszonego uzbrojenia z 1400 kg do 2150 kg. Zwiększono liczbę węzłów podwieszeń z sześciu w MQ-9A do dziewięciu w MQ-9B. Do 5670 kg wzrosła maksymalna masa startowa.

## Konstrukcja
Reaper zachował układ konstrukcyjny swojego poprzednika, jest średniopłatem z silnikiem umieszczonym w tylnej części kadłuba napędzającym trójłopatowe śmigło pchające i motylkowym usterzeniem ogonowym. Samolot posiada składane podwozie, przednie koło chowane w kadłubie a podwozie główne, dwugoleniowe składane po starcie wzdłuż kadłuba. Typowa misja realizowana jest w kilku etapach. Naziemna stacja kontroli lotu realizuje start maszyny i kontroluje jej lot do 150 km, następnie poprzez satelitarne łącze danych kontrolę nad aparatem przejmuje stanowisko kontroli zlokalizowane w Creech Air Force Base, po wykonaniu zadania procedura jest powtarzana w odwrotnej kolejności. Naziemną załogę kontrolującą lot stanowią pilot aparatu i operator systemów pokładowych samolotu zajmujący się również niszczeniem wykrytych celów.

### Wyposażenie elektroniczne
Na pokładzie aparatu umieszczony jest radar z syntetyczną aperturą AN/APY-8 Lynx posiadający zdolność mapowania obszaru ziemi o maksymalnej rozdzielczości wynoszącej 0,1 m oraz śledzenia poruszających się celów na dystansie do 23 km. W głowicy optoelektronicznej znajduje się system elektrooptyczny AN/DAS-1 MTS-B (Multi-spectral Targeting System) integrujący kamery pracujące w świetle dziennym (z czterokrotnym powiększeniem cyfrowym) i podczerwieni (z dwukrotnym powiększeniem cyfrowym), dalmierz laserowy i laserowy wskaźnik celów z automatycznym systemem śledzenia plamki lasera. Planowana jest integracja z aparatem radaru ze skanowaniem elektronicznym AESA (Active Electronically Scanned Array), który poprawiłby możliwości maszyny w bezkolizyjnym locie w cywilnej przestrzeni powietrznej a także integracje nowego uzbrojenia.

### Uzbrojenie
MQ-9 Reaper może przenosić maksymalnie 1360 kg uzbrojenia podwieszanego na sześciu węzłach podskrzydłowych. Samolot może być uzbrojony w bomby kierowane laserowo GBU-12 Paveway II, bomby GBU-38 JDAM lub bomby z mieszanym układem naprowadzania laser/GPS GBU-49 oraz pociski AGM-114 Hellfire. Możliwe jest również przenoszenie dodatkowych zbiorników paliwa. Planowane jest integracja dodatkowego uzbrojenia z aparatem. Maszyna przystosowana będzie do przenoszenia pocisków AIM-9X oraz AIM-120 AMRAAM i przeciwradiolokacyjny AGM-88 HARM. Wielka Brytania prowadzi prace nad integracją z aparatem pocisków Brimstone. Ich efektem było skuteczne wykorzystanie pocisków przez MQ-9. 21 marca 2014 roku, koncern MBDA poinformował o przeprowadzeniu serii prób, polegających na wystrzeleniu 9 rakiet w warunkach zbliżonych do bojowych. Lecący na wysokości 6000 metrów MQ-9, skutecznie poraził cele znajdujące się w odległości od 7 do 12 kilometrów od aparatu. Za cele obrano obiekty nieruchome jak również poruszające się z prędkością ponad 100 km/h i wykonujące manewry. W trakcie ataku wykorzystano aktywne samonaprowadzanie radiolokacyjne oraz półaktywne samonaprowadzanie laserowe.

## Służba

### Polska
Od 1 marca 2019 w pełnej gotowości operacyjnej znajduje się baza Reaperów w Mirosławcu gdzie stacjonuje wydzielona jednostka 52. Operacyjnej Grupy Ekspedycyjnej stanowiącej część 52. Skrzydła Lotnictwa Myśliwskiego USA. Jednostka stacjonuje w Polsce od maja 2018 roku. Operują z niej dwa Reapery.
W październiku 2022 r. MON poinformowało o leasingu bezzałogowego systemu rozpoznawczego MQ-9A Reaper (Predator B) dla polskiej armii, która będzie z niego korzystać do czasu pozyskania własnego bezzałogowego systemu rozpoznawczego.

### Australia
Rządowy program modernizacji Royal Australian Air Force Air 7003 RAAF zakładał zakup od 12 do 16 bezzałogowy samolotów wraz ze stacjami kontroli. W jego ramach 16 listopada 2018 minister przemysłu obronnego Christopher Pyne ogłosił, że negocjacje na temat pozyskania maszyn będą toczyć się z amerykańskim producentem General Atomics Aeronautical Systems. Tym samym eliminując z dalszej konkurencji izraelski Israel Aerospace Industries, który oferował aparat Heron TP (eksportowe oznaczenie IAI Eitan). W grę wchodzi zakup aparatu MQ-9 Block 5 lub powstałego pod kątem brytyjskich wymagań MQ-9B Skyguardian.

### Stany Zjednoczone
W 2006 roku w bazie Creech Air Force Base siły powietrzne utworzyły pierwszą jednostkę uzbrojoną w MQ-9 Reaper. Był to 42 Dywizjon Szturmowy (42d Attack Squadron), który rok później wszedł w skład 432 Skrzydła (432d Air Expeditionary Wing) wyposażonego tylko w bezzałogowe samoloty. 432 Skrzydło wystawia jednostki do działań w rejonach konfliktów, którymi w dniu dzisiejszym są Irak i Afganistan. Pierwszą misję Reaper zrealizował 25 września 2007 roku, w tym samym roku, 28 października miał miejsce pierwszy bojowy atak z użyciem samolotu, który zniszczył pojazd, którym poruszali się afgańscy rebelianci. Do 6 marca 2008 roku samoloty zniszczyły 16 celów w Afganistanie. 17 lipca 2008 roku zadebiutowały w Iraku. 11 sierpnia 2008 roku poinformowano o wyposażeniu w Reapery pierwszej jednostki Lotnictwa Gwardii Narodowej USA (Air National Guard), 174 Skrzydła Myśliwskiego (174th Fighter Wing) stacjonującego w Syracuse w stanie Nowy Jork. Kolejną instytucją wykorzystującą aparaty jest Amerykańska Służba Celna i Straż Graniczna (U.S. Customs and Border Protection), której Reapery stacjonują w Sierra Vista w Arizonie oraz Grand Forks w Dakocie Północnej. 24 kwietnia 2006 roku jeden z aparatów uległ rozbiciu na skutek przypadkowego wyłączenia silnika przez operatora z naziemnej stacji kontroli. Nie zmieniło to ogólnej oceny samolotu przez tę instytucję, podczas swojej służby Reaper przyczynił się do przechwycenia kilku ton marihuany oraz aresztowania kilku tysięcy nielegalnych imigrantów i przemytników. Obecnie U.S. Customs and Border Protection posiada pięć MQ-9 Reaper.
3 stycznia 2020 roku użyto Reapera z pociskiem AGM-114 do ataku na międzynarodowe lotnisko w Bagdadzie, gdzie zginął irański dowódca jednostki specjalnej Ghods, Ghasem Solejmani. W ataku zginął także iracki dowódca Abu Mahdi al-Muhandis i 6 innych osób.
Podczas rosyjskiej inwazji na Ukrainę, 14 marca 2023 roku rosyjski myśliwiec Su-27 doprowadził do kolizji lub celowo staranował MQ-9A wykonujący misję w przestrzeni międzynarodowej nad Morzem Czarnym 90 km od Sewastopola, powodując uszkodzenie śmigła, wobec czego z powodu niemożności dolotu do bazy, aparat został rozbity w morzu. Przed tym dwa rosyjskie samoloty wykonywały agresywne manewry, przelatując blisko i próbowały wypuszczać paliwo przed MQ-9 w celu zakłócenia jego lotu. Samolot rosyjski wylądował z nieznanymi uszkodzeniami, a obaj piloci zostali odznaczeni Orderem Odwagi. Według strony rosyjskiej, 8 kwietnia wydobyto wrak samolotu z pomocą okrętu ratowniczego „Kommuna”.

### Wielka Brytania
Drugim po USA użytkownikiem samolotów została Wielka Brytania, która zakupiła dwa aparaty w 2006 roku, brytyjskie Reapery służą w 39 Dywizjonie RAF (No. 39 Squadron RAF) oraz 13 Dywizjonie (No. 13 Squadron RAF). Jesienią 2008 roku samoloty RAFu pojawiły się w Afganistanie wykonując zarówno misje rozpoznawcze jak i zadania z użyciem przenoszonego uzbrojenia, do stycznia 2009 roku za ich pomocą RAF wyeliminował 60 afgańskich rebeliantów. W 2012 roku brytyjskie MQ-9 latając w Afganistanie wykonały 892 loty bojowe, podczas których 92 razy użyto przenoszonego przez nie uzbrojenia. Obecnie RAF posiada dziesięć aparatów, które mają zostać uzupełnione o kolejne pięć maszyn. W ramach zwiększania możliwości rozpoznawczych swoich Reaperów, Brytyjczycy przeprowadzili próby integracji bezzałogowców z używanymi przez samoloty Tornado GR.4 zasobnikami rozpoznawczymi DB-110. Próby przeprowadzono w ramach programu Falcon Prowl, będącego częścią większego programu Joint UAV Experimentation Programme (JUEP) w grudniu 2005 roku na poligonie w południowej Kalifornii. Zredukowano masę zasobnika do około 540 kg usuwając z niego systemy potrzebne do współpracy z samolotami Tornado.
W ramach zawartego 31 stycznia 2014 roku porozumienia pomiędzy Francją i Wielką Brytanią, obydwa kraje zamierzają wspólnie pracować nad jak najbardziej efektywnym wykorzystaniem swoich MQ-9, porozumienie jest otwarte dla innych krajów, do których w przyszłości również trafią Reapery.

### Włochy
Kolejnym po Stanach Zjednoczonych i Wielkiej Brytanii użytkownikiem MQ-9 zostały Włochy. Dwa pierwsze aparaty oraz dwie naziemne stacje kontroli lotu zostały zamówione u producenta 6 lutego 2009 roku. 17 października 2011 roku producent podpisał umowę na zakup kolejnych dwóch maszyn oraz trzech stacji radiolokacyjnych Lynx Block 30 i jednego zapasowego silnika do samolotów. Umowa została podpisana z Departamentem Obrony Stanów Zjednoczonych będących pośrednikiem pomiędzy producentem a Włochami. Docelowo Włoskie Siły Powietrzne mają posiadać sześć maszyn. Całość zamówienia została sfinansowana w ramach programu Foreign Military Sales. Pierwsze maszyny dostarczone zostały odbiorcy w 2010 roku. Samoloty zostały skierowane do wsparcia działań włoskich jednostek na terenie Afganistanu. Włoskie Reapery wchodzą w skład 28º Gruppo UAV (28 Dywizjonu) będącego częścią 32º Stormo Armando Boetto (32 Skrzydła) na co dzień stacjonującego w bazie Amendola. Od października 2013 roku włoskie maszyny wykorzystywano do wykrywania i śledzenia nielegalnych imigrantów w basenie Morza Śródziemnego w ramach operacji pod kryptonimem Mare Nostrum. Pierwsza misja MQ-9 w Afganistanie wykonana została 17 stycznia 2014 roku. W listopadzie 2015 roku złożono zamówienie, mające na celu uzbrojenie włoskich aparatów w pociski AGM-114 Hellfire II, bomby GBU-12 i GBU-38 Joint Direct Attack Munition.

### Francja
Pierwsze rozmowy na temat pozyskania amerykańskich bezzałogowców mających zastąpić używane we francuskiej armii aparaty EADS Harfang odbyły się w 2010 roku. Przedstawiciele francuskiej agencji uzbrojenia Direction générale de l'armement (DGA) zapoznali się wówczas po raz pierwszy z MQ-9. W październiku tego samego roku swojego wsparcia planom zakupowym udzielił publicznie francuski minister obrony Hervé Morin, opowiadając się za zakupem amerykańskiego samolotu. Oficjalna oferta zakupu MQ-9 została przedstawiona Francji 21 czerwca 2011 roku. Miesiąc później sytuacja zmieniła się diametralnie - 20 lipca poinformowano, iż nowym aparatem bezzałogowym mającym zastąpić Harfangi będzie izraelski IAI Heron TP. 28 listopada, również tego samego roku, francuski Senat zakwestionował wybór izraelskiej maszyny, jednocześnie wskazując na konieczność zakupu MQ-9. 30 maja 2012 roku, nowy minister obrony Jean-Yves Le Drian ogłosił ponowne rozpoczęcie procedury zakupu nowych samolotów bezzałogowych. Rok później rozpoczęła się operacja Serwal – francuska operacja reagowania kryzysowego w Mali. Do wsparcia swoich sił, Francuzi wysłali do Mali wszystkie maszyny typu Harfang wchodzące w skład dywizjonu 01.033 Belfort. Maszyny stacjonowały na lotnisku w Niamey w Nigrze jednak ich liczba okazała się być niewystarczająca. W tej sytuacji poproszono o pomoc Stany Zjednoczone, które przebazowały do Niamey dwa samoloty MQ-9. 27 czerwca 2013 roku amerykańska agencja ds. uzbrojenia upubliczniła informację o przesłaniu do Kongresu prośby o wydanie zgody na zakup przez Francję maszyn MQ-9. Zgoda dotyczyła zakupu szesnastu egzemplarzy samolotów, osiem naziemnych stanowisk kontroli lotu, 32 zapasowych silników oraz dodatkowego wyposażenia obejmującego satelitarne terminale łączności, systemy identyfikacji, systemy nawigacyjne i układy celownicze. 26 sierpnia tego samego roku Francja sfinalizowała zakup szesnastu Reaperów podpisując stosowne porozumienie ze Stanami Zjednoczonymi.

### Niemcy
Od 2008 roku rozmowy w sprawie zakupu bojowych aparatów bezzałogowych prowadziły Niemcy, docelowo planowano kupić pięć maszyn i cztery stacje kontroli lotu. Jednak 14 listopada 2013 roku Niemcy poinformowały o zawieszeniu procedury zakupu.

### Holandia
21 listopada 2013 roku holenderskie Ministerstwo Obrony poinformowało o planach zakupu czterech maszyn wraz z dwiema naziemnymi stacjami kontroli dla Koninklijke Luchtmacht. Wstępne plany zakładają osiągnięcie gotowości bojowej w 2016 roku. W odróżnieniu od pozostałych użytkowników, Holendrzy planują wykorzystanie MQ-9 jedynie w misjach rozpoznawczych, bez realizacji zadań wymagających wykorzystania uzbrojenia. Realizacja zakupu wraz z osiągnięciem zdolności operacyjnej planowane jest do końca 2017 roku. Maszyny mają wstępnie stacjonować w bazie Leeuwarden w ramach 306 Dywizjonu (dywizjon został rozwiązany w 2010 roku). 6 lutego 2015 roku Departament Stanu USA poinformował o wydaniu zgody na sprzedaż maszyn do Holandii. 17 lipca 2018 roku, w trakcie odbywających się Wielkiej Brytanii targów Farnborough International Airshow, przedstawiciel holenderskiego Ministerstwa Obrony Narodowej i Departamentu Obrony Stanów Zjednoczonych podpisali umowę na zakup przez Holandię czterech systemów MQ-9 Block V.

### Hiszpania
2 marca 2015 roku producent poinformował o zawarciu porozumienia z hiszpańską firmą Sener w celu wspólnego promowania aparatu w Hiszpanii w odpowiedzi na zapowiedziane przez ten kraj rozpoczęcie procedury pozyskania bezzałogowego samolotu do wypełniania zadań patrolowo-rozpoznawczych. 6 października 2015 roku Departament Stanu Stanów Zjednoczonych podał do publicznej wiadomości informację o wydaniu zgody na sprzedaż samolotów do Hiszpanii. 17 lutego 2016 roku Hiszpania i Stany Zjednoczone podpisały międzypaństwową umowę na zakup aparatu. Kontrakt przewiduje dostarczenie czterech samolotów i dwóch stanowisk naziemnej kontroli lotu.

### Belgia
25 października 2018 roku, belgijski rząd ogłosił zamiar zakupu dwóch aparatów MQ-9B Sky Guardian w wersji rozpoznawczej. Decyzja otwiera drogę do rozpoczęcia negocjacji z producentem samolotów na temat ich nabycia.

### Kanada
W czerwcu 2017 roku, Kanada ogłosiła chęć pozyskania nowych bezzałogowych aparatów, zdolnych do realizacji misji zwiadowczych jak również uderzeniowych. W kwietniu 2019 roku projekt został skierowany do realizacji. Wstępne zaproszenie do składania ofert wystosowano 16 listopada 2020 roku a ostateczne 11 lutego 2022 roku. Po analizie ofert, wybrano MQ-9B SkyGuardian. 18 grudnia 2023 roku podpisano z producentem umowę na zakup jedenastu maszyn. Oddzielnie, w ramach programu Foreign Military Sales, podpisano porozumienie na zakup uzbrojenia i wyposażenie zadaniowe samolotów. Obok płatowców, kontrakt obejmuje zakup sześciu naziemnych stacji kierowania, przeszkolenie personelu, wsparcie logistyczne, centrum kontroli misji, budowę dwóch nowych hangarów. Rozpoczęcie dostaw planowane jest na 2028 rok.